# Mademoiselle Mars

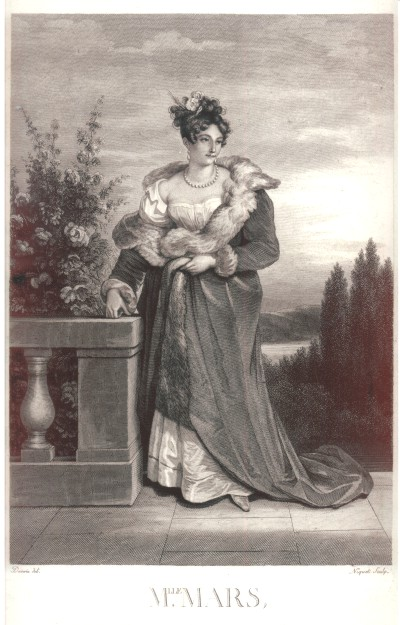
Mademoiselle Mars.

Mademoiselle Mars, egentligen Anne Françoise Hippolyte Boutet, född 9 februari 1779 i Paris, död där 20 mars 1847, var en fransk skådespelerska.  
Hon var dotter till Jeanne-Marguerite Salvetat och växte upp i en skådespelarfamilj. 1795 debuterade hon på Comédie-Francaise och 1799 blev hon ordinarie medlem av ensemblen, sociétaire. Hon beundrades av publiken för sin stora charm och sitt talangfulla spel. Hon gynnades av kejsar Napoleon I och blev sin tids mest lysande stjärna. Hon gjorde särskild lycka i den äldre repertoaren som Molière, Marivaux och Beaumarchais, men spelade med framgång även samtida dramatik. Hon drog sig tillbaka 1841. Som avskedsföreställningar valde hon att spela Elmire i Tartuffe och Silvia i Marivaux Jeu de l'amour et du hasard. Som recettföreställningar gavs några dagar senare två Molièrepjäser. Misantropen och Lärda fruntimmer.
Mademoiselle Mars blev mycket förmögen och hade ett stort patricierhus som bostad. I sitt testamente förordnade hon att alla som stod i ekonomisk skuld till henne skulle få sina skulder avskrivna.
Emilie Högqvist gjorde tre studieresor till Paris. Hon blev personligt bekant med Mademoiselle Mars, som också gav henne lektioner. Denna undervisning lär ha varit av avgörande betydelse för Emilie Högqvists utveckling till  skådespelerska.